# Weißer See (Wologda)
Der Weiße See (russisch Бе́лое о́зеро/Beloje osero, wiss. Transliteration Beloe ozero) in der Oblast Wologda – nicht zu verwechseln mit dem Weißen See in Ostsibirien – hat eine Fläche von 1290 km², nach anderen Angaben 1130 km². Damit ist er der siebt- bis neuntgrößte natürliche See Europas. Der See dient als Reservoir für den Wolga-Ostsee-Kanal, der wegen der recht geringen Seetiefe über einen Umleitungskanal verläuft. Der See ist Bestandteil vieler Kreuzfahrten über die Seen in dieser Region.